# Sanctuaire Saint-Jean-Baptiste d'Ottawa
Le sanctuaire Saint-Jean-Baptiste d'Ottawa, de son nom complet sanctuaire national catholique ukrainien Saint-Jean-Baptiste (St. John the Baptist Ukrainian Catholic National Shrine en anglais et Український Католицький Собор Святого Івана Хрестителя en ukrainien), est une église importante de l'Église grecque-catholique ukrainienne, située à Ottawa en Ontario au Canada. Elle est située au carrefour du chemin Baseline et de la promenade Prince of Wales près du canal Rideau et de l'université Carleton. L'église a été confiée à l'ordre bastilien de saint Josaphat. Elle est rattachée à l'éparchie de Toronto.

## Histoire
L'unique paroisse de l'Église grecque-catholique ukrainienne de la région d'Ottawa a été érigée en 1914 et nommée Saint-Jean-Baptiste. Au début, les membres de la paroisse se rencontraient dans d'autres églises paroissiales. En 1918, la paroisse Saint-Jean-Baptiste acquit un bâtiment dans l'ouest du centre-ville d'Ottawa et le convertit en église. La construction de l'église actuelle eut lieu en 1987.

## Source
- (en) Cet article est partiellement ou en totalité issu de l’article de Wikipédia en anglais intitulé « St. John the Baptist Ukrainian Catholic National Shrine » (voir la liste des auteurs).